# 川流式發電

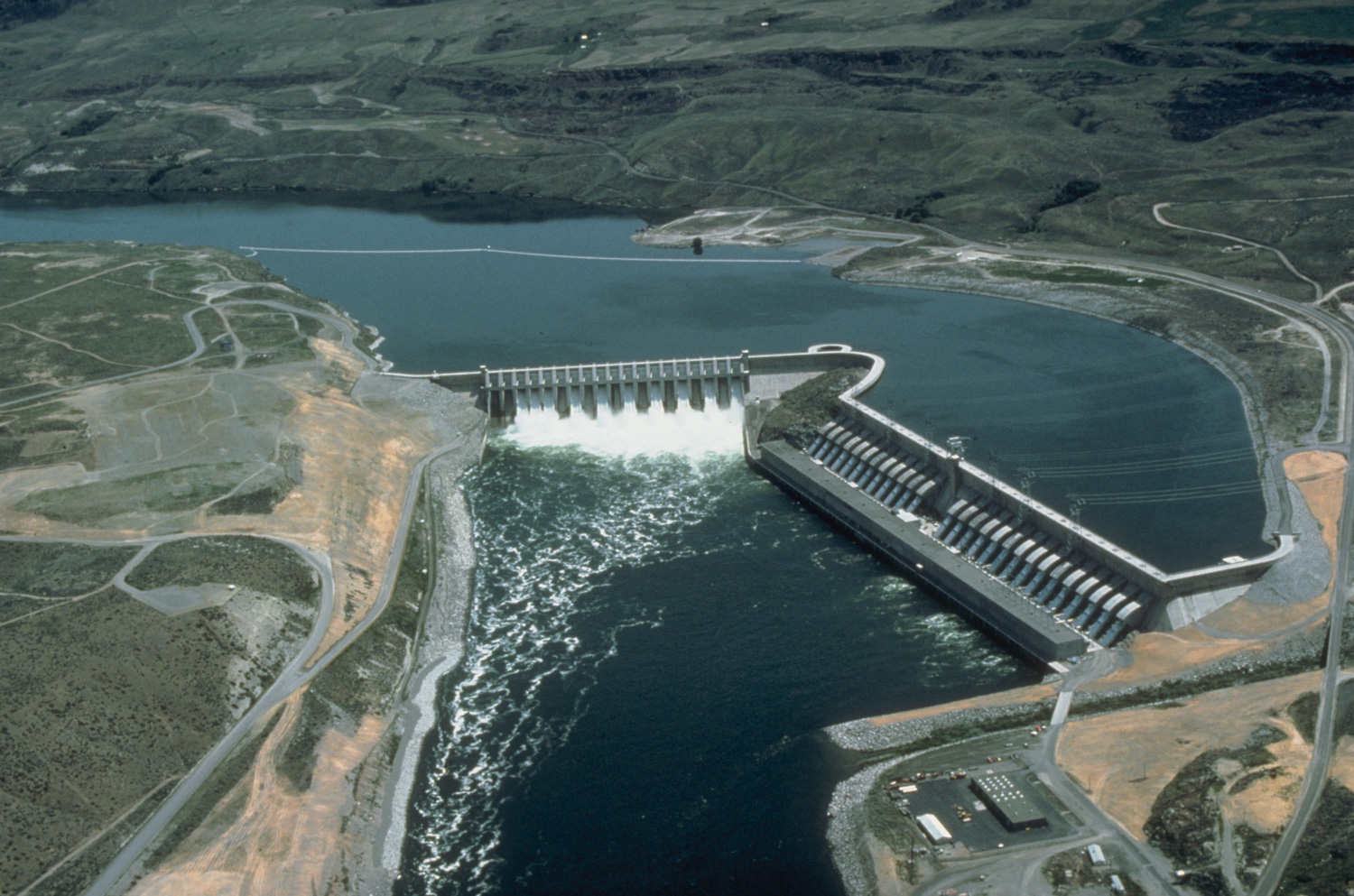
靠近美國華盛頓州橋港市的約瑟夫酋長水壩，便是一項不須大型水庫的大型川流式發電案例

川流式發電（英語：Run-of-the-river hydroelectricity，ROR），也称作径流式水电，為一種雖藉由水力但僅需要少量的水或不需儲存大量的水來進行發電的水力發電形式。川流式水力發電幾乎完全不需要水的儲存，或僅需要興建極小的儲水設施，而在興建小型儲水設施時，這種儲水設施便被稱為調整池或是前池。由於沒有大型儲水設施的建置，川流式發電對於引用水源的季節性水量變化十分敏感，因此川流式發電廠通常被定義為間歇性的電力來源。而如果川流式發電廠中建置一座可在任何時間調節水流量的調整池，將可作為一座調峰電廠或是基載電廠。

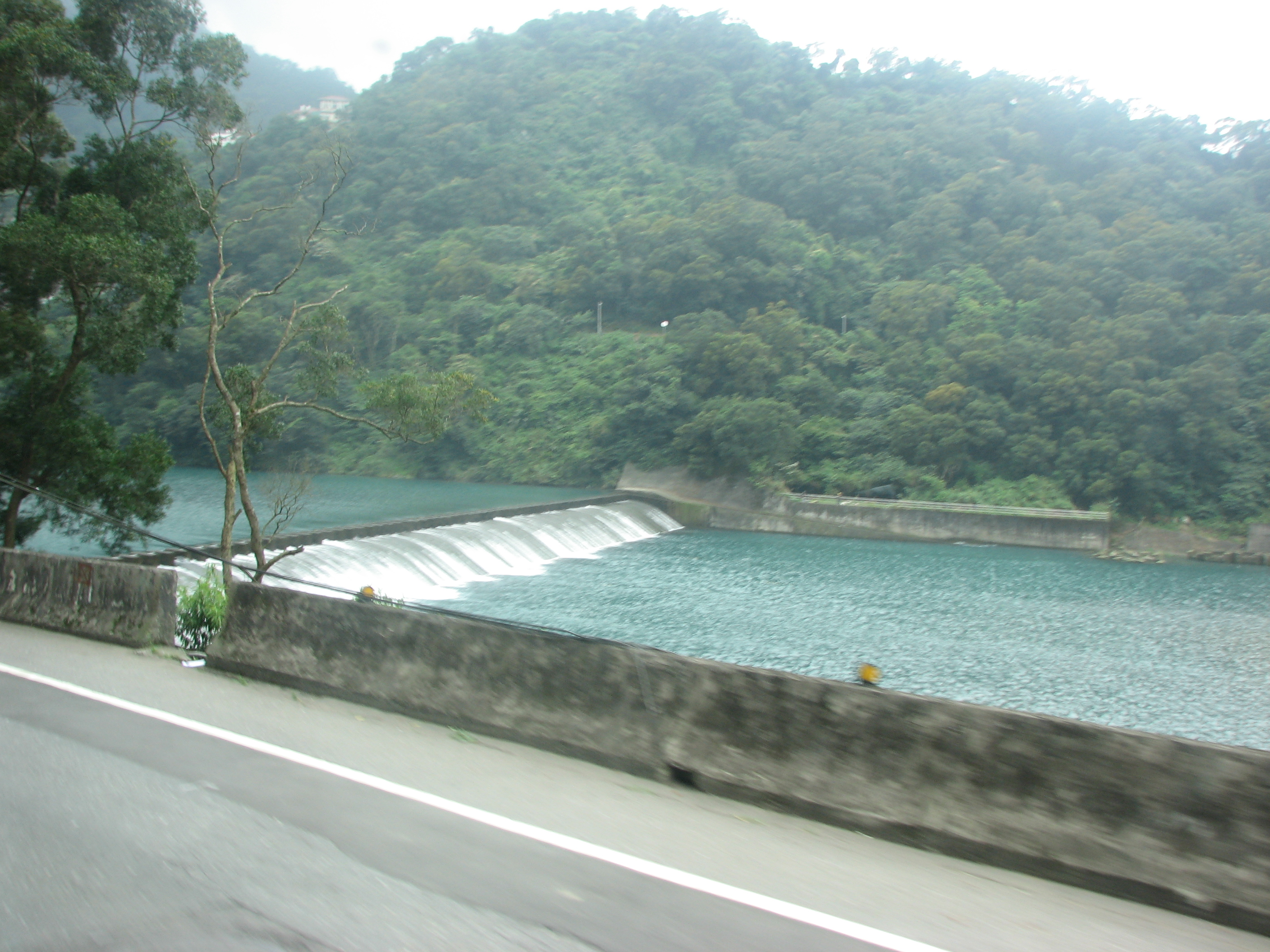
臺灣新北市桂山發電廠的粗坑壩，供應下游的川流式發電廠粗坑發電廠進行發電，其壩高僅6.8公尺，對於環境影響有限。

## 概念
川流式發電被認為是最理想於維持發電廠所在溪流最小的流量或調節湖泊或水庫注入來源的上游水量。
這類型的水力發電模式，通常會在發電廠所在溪流的上游興建一座小型水壩，以利於有足夠的水流量可進行發電，然後透過進水口、導水路，再進入壓力鋼管，將水以位能轉換動能向下衝入位在較低海拔高度的水輪機，水流進入水輪機後旋轉帶動發電機發電，後由尾水管吸出，最終排出發電廠相較於沒有調整池或前池的川流式發電廠，部分擁有調整池的發電廠會將每日發電負載需求的水量儲存於此。一般狀況下，川流式發電廠會利用上游的小型水壩截流住部分，或是大部分河川中的溪水（最高年平均流量的95%）並引導至發電廠 ，然後水透過水輪機轉動發電後，會再度排放至該條河川的下游。
川流式發電廠在廠房外觀與設計上，與傳統的水力發電方式有著顯著的不同。傳統的水力發電形式，也就是水庫式發電，會興建大型的水庫來蓄存大量用來發電的水流，然而此種方式將可能會淹沒大片土地。相較之下，川流式發電並沒有上述中對於水壩或水庫興建上不利的問題，這就是為何川流式發電會被認為是較為環保的電力生產方式 在加拿大，自從1980年代以後，已不再興建會對環境造成重大影響的大型水庫。
“川流式（run-of-the-river）”一詞，在世界各地的水力發電術語中皆有不同的意義來表達，部分國家的術語中，如果水力發電廠發電時沒有進行儲水，卻設置一座有限的儲水設施，也會被定義為川流式發電，部分的水力發電廠設計者也會將計畫興建的發電廠類型定義為川流式發電，以降低社會大眾在水力發電對於環境影響的關注目光。印度標準局（BIS）對於川流式發電的定義如下：
一座利用流動的河水進行發電的發電廠，並配有足夠蓄水量以滿足每日供電需求或每週流量波動的調整池。如此設計的水力發電廠，對於河流的流動的正常狀態中不會造成實質性的影響。
目前，一些川流式發電廠的規模與發電量已經媲美於傳統的水庫式發電。例如：2006年加拿大不列顛哥倫比亞省的一項川流式水力發電興建案，其設計裝置容量達到1,027兆瓦。雖然，川流式水力發電的優勢在於不需要大型水庫的興建，然而，川流式發電的特性，因此衍生需要在上游建有大型水庫才能夠穩定替下游供水的問題，所以部分的川流式發電廠也會興建在大型水壩或是水庫的下游。其中一個案例是1995年，裝置容量1,436兆瓦的拉格蘭德-1發電廠，其上游的大型水壩與水庫，便是1980年代詹姆斯灣工程的項目。

## 優勢
當能源生產開發聚焦於所在的發電廠大小以及位置之下，川流式發電的開發能夠創造出一個對於周遭環境生態與居民集住地來說永續能源生產又能低環境影響的極大優勢。  優勢包括：

### 更乾淨的電力生產方式與減少溫室氣體排放
就像所有的水力發電形式，川流式發電僅需駕馭水流的自然勢能，便能夠產生電力，而不需要像燃燒煤炭或天然氣以產生可供應給消費者與工業所需要的電力。

### 降低淹沒發生/水庫
川流式發電不需要像傳統的水庫式發電一樣，當水壩完成時，會有大量的土地遭到淹沒。而這樣的的結果便使得居住在發電廠上游河岸的居民不需要搬遷，並且，動植物的自然棲息地和肥沃的農田便不會被淹沒。

## 劣勢

### “不穩定”的電力來源
川流式發電被認為是「不穩定」的電力生產來源，並且川流式發電僅有很少，或根本沒有儲存電力的能力。因此川流式發電不能協調發電的輸出量以滿足供電需求。它的發電量極大的取決所在河川的季節性和水流量，當溪水流量極大時（如春季山洪的大量河水）便能夠製造出大量的電力， 而如果來到夏季乾旱期或冬季乾旱期時，河水流量減少，大大降低發電廠的發電量。

### 可設置的位置
設置水力發電廠的選址即是透過所在位置的水頭高度以及水流量來計算其發電潛能。透過在河道上興建水壩抬高河床，水頭高度落差即產生，並將發電機設置在水壩之下進行發電。 其中，水壩的興建將可能造成長達數百公里的河床抬升，而川流式發電廠便會透過引水道、箱涵或是隧道來將水流引入至廠房中的發電機組進行發電。由於為顧及發電廠上游水壩的興建成本，河道的陡降坡度成為重要的選址要點。

### 環境影響
慎重的選址下，川流式發電廠將能夠以最小的環境影響下施工。然而大型的川流式發電開發案將會牽涉到更多環境問題。例如：加拿大不列顛哥倫比亞省的深成岩電力公司已取消的布特進水口水力發電開發案，如果該項案件完成，將會有三組大型水壩與17條河流受到人工改道。該計畫中的川流式發電廠將把90公里的小型溪流與河川的水流人工改道引入導水隧道及管線中，並新建輸電線路443公里，永久維修道路267公里，橋樑142座，而且皆建在荒野地區。
加拿大不列顛哥倫比亞省的山區以及豐富的大型河川已使該地區成為全球的試驗各種新興川流式發電技術的地方。截至2010年3月，該省政府收到628張尚未決議的水權申請牌照，並且這些申請的目的皆僅用於發電 - 代表該地區擁有超過750個具有潛能的水力發電開發點。

## 顧慮
川流式發電中，對於興建時的全方面影響，目前仍然沒有完全明白或考慮周全，包括以下內容：
- 截流大量的河水，並減少河流流量，影響水流速度與河流深度，大限度的減少了魚類與其他水生生物棲息地的範圍；夏季時，降低流速的河水會河水水溫升高而影響河流中的鮭魚與其他魚類。[4]如果依照原本位於不列顛哥倫比亞省的布特進水口水力發電計劃，其中三條興建水壩的河流年平均流量將可能被截流掉至少95％。[5]

- 為施工與維護發電廠而闢建的新道路與輸電線路將可能導致許多生態物種廣泛的棲息地被破壞，必然會導致入侵物種和不受歡迎的人類活動增加，如非法狩獵。[4]

- 累積影響 — 發電廠興建對周遭環境的影響總成不僅有發電廠本身的興建，還有維護道路、輸電線路，以及因發電廠興建而帶來的周圍發展 — 這些影響皆難以測量[4]累積影響是電力供給來源接近高密度用電聚集區域的一項特別重要參考要素，例如：在加拿大不列顛哥倫比亞省目前有628張尚未核准水權申請，並且，大約有三分之一的申請位於該省西南部，而全國的四分之一申請來自該省。[12] 該地的人口密度與相關的環境影響是最高的。

- 水權申請的許可由不列顛哥倫比亞省環境部門所核發，使得開發人員能夠依法截取水流，[13]並且不包括指定條件改變時是否需更改水權的條款，這意味著維持水生生物基本生存水量和發電時節流河水的衝突更加無法掌控或往後發電廠管理者會任意決定是否增加發電水量，並減少向下游流放水生生物所需的基本水量。[12]然而，根據不列顛哥倫比亞省水法案第101條中指出，關於水權申請的規定可以由政府在任何時間更改，包括所有水力發電廠，以釋放能夠保護水生生物的河水流量。[14]

## 主要案例
- 貝盧蒙蒂水壩，巴西，帕拉州11,233瓦特（15,064,000匹馬力）
- 約瑟夫酋長水壩, 2,620瓦特（3,510,000匹馬力）
- 博阿努瓦水力發電廠，1,903瓦特（2,552,000匹馬力）[15]
- 色秋溪發電廠，加拿大，不列顛哥倫比亞省16瓦特（21,000匹馬力）
- 邦尼維爾水壩, 1,092瓦特（1,464,000匹馬力）
- 納賓札基水壩印度，薩特萊傑河 1,500瓦特（2,000,000匹馬力）
- 加齊 - 巴羅塔水力發電開發案，巴基斯坦，印度河1,450瓦特（1,940,000匹馬力）
- 拉格蘭德-1發電廠1,436瓦特（1,926,000匹馬力）
- 科哈拉發電廠，巴基斯坦，穆紮法拉巴德，杰赫勒姆河1,100瓦特（1,500,000匹馬力）
- 尼蘭 - 傑赫勒姆發電廠，巴基斯坦，自由克什米爾，穆紮法拉巴德，杰赫勒姆河969瓦特（1,299,000匹馬力）
- 巴加里哈水壩，印度，奇納布河900瓦特（1,200,000匹馬力）
- 鐘樓發電廠，加拿大，魁北克省752瓦特（1,008,000匹馬力）
- 上塔馬庫希水力發電開發案，尼泊爾，456 MW
- 上鳥羽谷水力發電開發案，加拿大，不列顛哥倫比亞省196瓦特（263,000匹馬力）
- 福雷斯特克爾水力發電開發案，加拿大，不列顛哥倫比亞省195瓦特（261,000匹馬力）
- 帕特林德水力發電廠，巴基斯坦，昆哈河150瓦特（200,000匹馬力）
- 上鳥羽谷水力發電廠，加拿大，不列顛哥倫比亞省123瓦特（165,000匹馬力）
- 上科德馬爾水力發電開發案，（UKHP）斯里蘭卡，塔勒沃凱萊150瓦特（200,000匹馬力）

### 臺灣

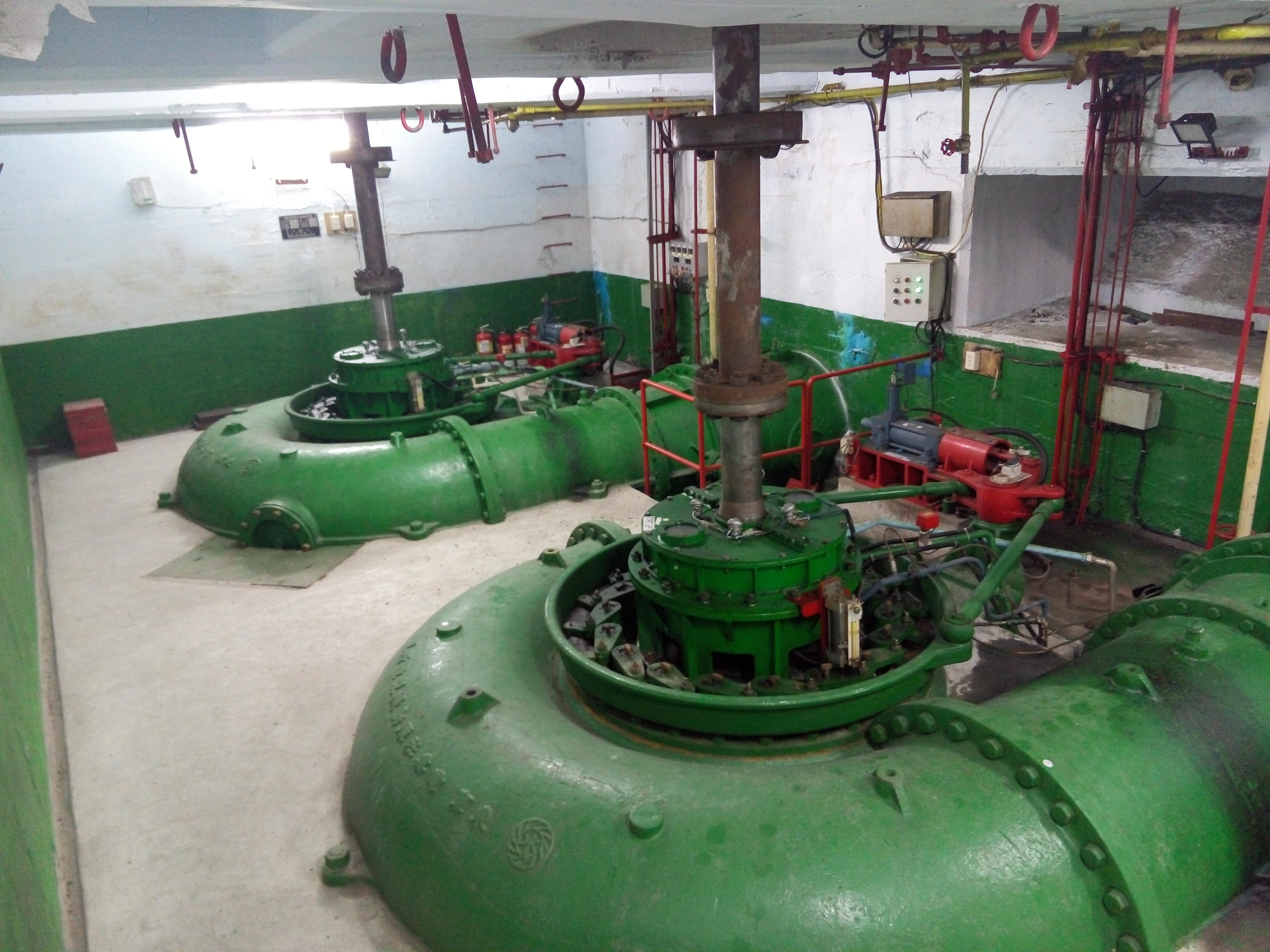
臺灣臺東縣東興發電廠，便是一項極小型的川流式水力發電案例，該廠僅有裝上兩部裝置容量共800KW的發電機，水頭高度僅17公尺。

臺灣由於本身的地形與氣候因素，導致河川坡陡流急，不利於大型水庫的興建，因此臺灣大多數的水力發電廠皆是川流式水力發電廠，從最高數百公尺的水頭，至最低20公尺以下的水頭高度，皆能夠建立川流式發電廠。

## 資料來源
- Freedman, B., 2007, Environmental Science: a Canadian Perspective; 4th edition, Pearson Education Canada, Toronto, pp 226,394.